# Axiomaschema van afscheiding
In de axiomatische verzamelingenleer en de deelgebieden van de logica, de wiskunde, en de informatica die daar gebruik van maken is het axiomaschema van afscheiding een axiomaschema dat deel uitmaakt van de Zermelo-Fraenkel-verzamelingenleer. Voor een gegeven verzameling en een gegeven eigenschap garandeert dit schema het bestaan van een deelverzameling bestaande uit de elementen die aan de eigenschap voldoen.

## Precieze formulering
Als {\displaystyle \varphi (u,p)} een formule is, en {\displaystyle X} en {\displaystyle p} verzamelingen, dan bestaat er een verzameling
{\displaystyle Y=\{u\in X:\varphi (u,p)\}}
Formeel:
{\displaystyle \forall X\,\forall p\,\exists Y\,\forall u\,\left(u\in Y\leftrightarrow u\in X\wedge \varphi (u,p)\right)}
Het gaat hier om een axiomaschema omdat het voor iedere formule {\displaystyle \varphi (u,p)} (voor iedere eigenschap) een afzonderijk axioma oplevert.